# North Berwick Line
La North Berwick Line è una linea ferroviaria che collega Edimburgo con North Berwick in Scozia. Il percorso segue la linea principale della costa orientale fino a Drem dove si dirama poi verso nord.
La sezione della linea tra Drem ed Edimburgo Waverley condivide la linea con la tratta London Kings Cross - Edimburgo Waverley della Virgin Trains East Coast. Consiste in tutto o in parte delle seguenti tratte della Network Rail:
- SC 147 da Edimburgo Waverley
- SC 149 da Drem Junction a North Berwick

I servizi passeggeri sono gestiti da Abellio ScotRail. La linea è elettrificata a 25 kV AC in testa.

## Servizio
La maggior parte delle corse viene svolta tra North Berwick ed Edimburgo Waverley, con i treni degli orari di punta che continuano fino a Haymarket e due corse giornaliere che proseguono prima per Glasgow centrale  e poi per Ayr. Il servizio è generalmente effettuato tra le 7:00 e le 19:00, con intervalli di mezz'ora nelle ore di punta e di sabato e frequenza oraria la sera dei giorni feriali e la domenica.
Da maggio 2011, tutti i servizi ScotRail da e per Dunbar si fermano a Musselburgh. Queste corse si svolgono ogni due ore dal lunedì al sabato con un servizio notturno aggiuntivo.

## Materiale utilizzato
La Class 380 "Desiro" viene utilizzata sulla linea dal giugno 2011. Hanno sostituito la Class 322 che ha terminato il servizio su questa linea ad agosto dello stesso anno dopo sei anni di utilizzo. Dal dicembre 2012, quando è stato introdotto il servizio diurno del sabato per Dunbar da parte di Scotrail, a causa della quantità di 380 che fornivano il servizio di North Berwick ogni mezz'ora durante il sabato, ha regolarmente assunto lo stesso servizio per Dunbar un Class 170. Dal 2016 è stato fornito in aggiunta uno Sprinter Express Class 158. La classe 170 può anche continuare sino a North Berwick in caso di mancanza di elettrotreni partenti da Edimburgo, in particolare durante le ore di punta.
A partire da maggio 2018, i servizi ScotRail sulla North Berwick Line inizieranno ad utilizzare le nuove unità della class 385. I servizi saranno formati da sei carrozze (due unità da tre elementi) a seguito del crescente numero di passeggeri. La piattaforma di North Berwick è stata estesa all'inizio del 2016 per ospitare questi nuovi treni più lunghi. Le unità di classe 380 saranno collegate a cascata per aumentare la capacità sulle linee Ayrshire e Inverclyde da e verso Glasgow, effettuando tutti i servizi su queste rotte, adesso gestite dalla classe 380.